# Anette Bøe
Anette Bøe (Larvik, 5 de noviembre de 1957) es una deportista noruega que compitió en esquí de fondo. 
Participó en dos Juegos Olímpicos de Invierno, en los años 1980 y 1988, obteniendo una medalla de bronce en Lake Placid 1980, en la prueba de relevo (junto con Brit Pettersen, Marit Myrmæl y Berit Aunli).
Ganó siete medallas en el Campeonato Mundial de Esquí Nórdico entre los años 1980 y 1987.

## Palmarés internacional
| Juegos Olímpicos   | Juegos Olímpicos             | Juegos Olímpicos  | Juegos Olímpicos |
| Año                | Lugar                        | Medalla           | Prueba           |
| ------------------ | ---------------------------- | ----------------- | ---------------- |
| 1980               | Lake Placid (Estados Unidos) | Medalla de bronce | Relevo 4 × 5 km  |
| Campeonato Mundial |                              |                   |                  |
| Año                | Lugar                        | Medalla           | Prueba           |
| 1980               | Lake Placid (Estados Unidos) | Medalla de bronce | Relevo 4 × 5 km  |
| 1982               | Oslo (Noruega)               | Medalla de oro    | Relevo 4 × 5 km  |
| 1985               | Seefeld (Austria)            | Medalla de oro    | 5 km             |
| 1985               | Seefeld (Austria)            | Medalla de oro    | 10 km            |
| 1985               | Seefeld (Austria)            | Medalla de plata  | Relevo 4 × 5 km  |
| 1985               | Seefeld (Austria)            | Medalla de bronce | 20 km            |
| 1987               | Oberstdorf (RFA)             | Medalla de plata  | Relevo 4 × 5 km  |